# Werner von Hövel
Werner von Hövel (* im 13. Jahrhundert; † 1336) war Domherr in Münster.

## Leben
Werner von Hövel entstammte dem westfälischen Adelsgeschlecht von Hövel. Seine genaue Herkunft ist nicht überliefert.
Am 20. September 1297 findet er als Domherr zu Münster erstmals urkundliche Erwähnung. In der Kirche St. Mauritz zu Münster war er an der Stiftung des Altars St. Blasii beteiligt. Hier sollte seiner gedacht werden. Am 13. August 1306 trat er im Prozess gegen Bischof Otto von Rietberg als Zeuge auf. Dieses Verfahren fand auf Betreiben des Domkapitels statt und führte schließlich zur Absetzung Ottos durch den Kölner Erzbischof Heinrich von Virneburg.
Von Hövel blieb bis zu seinem Tode in diesem Amt.